# Занкт-Блазієн
Занкт-Блазієн (нім. Sankt Blasien) — місто в Німеччині, розташоване в землі Баден-Вюртемберг. Підпорядковується адміністративному округу Фрайбург. Входить до складу району Вальдсгут.
Площа — 54,36 км2. Населення становить 3982 ос. (станом на 31 грудня 2020).